# Nhánh (phân loại học)

Cây phân loài của một nhóm sinh học. Phần màu đỏ và xanh dương là các nhánh (i.e., nhánh hoàn chỉnh). Phần màu xanh lá không phải nhánh, nhưng đại diện cho một cấp tiến hóa, nhóm không hoàn chỉnh, do nhánh màu xanh dương là hậu duệ của nó nhưng nằm ngoài nó.

Trong phân loại sinh học, nhánh là một nhóm các sinh vật đơn ngành–nghĩa là bao gồm một tổ tiên chung và tất cả các hậu duệ của nó–trên cây phát sinh chủng loại. Dựa trên quan điểm rằng một nhóm sinh vật tự nhiên có thể gộp với nhau và đặt cho chúng một danh pháp khoa học là trọng tâm của phân loại sinh học. Trong việc phân tích nhánh, thì nhánh là đơn vị duy nhất được chấp nhận.